# اوته
اوته (هانجا: 優台, ? – ?)، نام شخصیتی در افسانه‌های بنیانگذاری پادشاهی بکجه، یکی از سه پادشاهی کره است. او پسر یا نوهٔ نامشروع پادشاه دونگ‌بویو، هه بورو (解夫婁) بود.

## پیش‌زمینه
اوته با سوسانو دختر یونتابال (延陀勃)، رئیس قبیلهٔ جولبون ازدواج کرد. سوسانو دو پسر به نام‌های بیریو و اونجو به دنیا آورد که بنیان‌گذاران بکجه شدند. پس از مرگ اوته، سوسانو با خویشاوند اوته، جومونگ (朱蒙)، که بعداً بنیانگذار امپراتوری گوگوریو بود، ازدواج کرد و جومونگ پس از مرگ با عنوان دونگ‌میونگ‌سونگ شناخته می‌شود.

## خانواده
- پدر: هه بورو
- مادر: نامعلوم
  - برادر: امپراتور گوموا (金蛙王, 48–7BCE)
  - همسر: سوسانو (召西奴, 77–6BCE)
    - اولین پسر: بیریو (沸流, ?–?)
    - دومین پسر: اونجو (溫祚王, ?–28AD)